# Нововолынский завод специального технологического оборудования
Нововолынский завод специального технологического оборудования (укр. Нововолинський завод спеціального технологічного обладнання) — промышленное предприятие в городе Нововолынск Волынской области, прекратившее производственную деятельность.

## История
Строительство завода проходило в 1975 - 1979 гг. в соответствии с десятым пятилетним планом развития народного хозяйства СССР на основе межправительственного соглашения СССР, ГДР и ПНР по программе производственной кооперации СЭВ. 25 января 1977 года первая очередь завода была введена в эксплуатацию, 11 ноября 1977 года - вторая очередь завода, в 1979 году предприятие было полностью введено в строй.
В советское время Нововолынский завод специального технологического оборудования имени 60-летия Великой Октябрьской социалистической революции входил в число ведущих предприятий города и специализировался на изготовлении специального технологического оборудования для комплексной механизации и автоматизации работ в электромоторостроении и иных отраслях электротехнической промышленности (в частности, изготавливал трансформаторы, генераторы и электродвигатели). Численность работников предприятия составляла до 5 тысяч человек.
После провозглашения независимости Украины государственное предприятие было преобразовано в открытое акционерное общество.
В сентябре 1993 года находившееся на балансе завода профессионально-техническое училище № 11 было передано в коммунальную собственность города.
В августе 1997 года завод был включён в перечень предприятий, имеющих стратегическое значение для экономики и безопасности Украины.
В 2015 году завод уже практически не функционировал (в одном из производственных цехов производили отопительные котлы, металлические входные двери, дачную мебель и иные металлоизделия).
К началу 2017 года заводские помещения были заброшены. В ноябре 2017 года было объявлено, что одно из нежилых помещений завода (перешедшее в частную собственность) будет переоборудовано в отель с рестораном и сауной.